# 梧棲街
梧棲街，為1920年－1945年間存在之行政區，轄屬台中州大甲郡。今台中市梧棲區。

## 街庄原名
原屬大肚中堡之梧棲港街、鴨母藔庄、大庄、南簡庄
- 梧棲港街改稱梧棲

## 行政區劃
梧棲街轄域內分為梧棲、鴨母寮、大庄、南簡四個大字。
- 梧棲大字下有「梧棲」、「草湳」小字名
- 大大字下有「大」、「火燒橋」小字名
- 鴨母寮大字下有「鴨母寮」、「安良港」小字名
- 南簡大字下有「南簡」、「陳厝」小字名[1]

## 後續發展
1938年（日治昭和13年），台灣總督府為配合台灣中部的產業發展及「南進政策」的需要，考慮到基隆及高雄南北二港距離過遠，因此發布「梧棲築港計劃」。1939年全案定名為「新高港」，取新高山（玉山）之名，並舉行開工典禮。1941年進一步公佈「新高港都市建設計劃方案」，計畫以梧棲街為中心合併鄰近街庄（大甲郡大甲街、清水街、沙鹿街、龍井）組成「新高市」，至1944年因戰爭影響，此行政區劃並未實施。
戰後，1945年3月重慶國民政府通過之台灣接管計劃綱要地方政制中，將台灣總督府規劃中新高市改制為梧棲市，為該地方政制的12個市之一。
1945年10月，因台灣省行政長官公署認為該政制不符實際，因此「台灣接管計劃地方政制」並未實施，行政區劃並未大幅調整，梧棲街改制為梧棲鎮，隸屬台中縣大甲區。